# 加藤慎平
加藤 慎平（かとう しんぺい、1978年5月18日 - ）は、日本の元競輪選手。現在は競輪評論家、コメンテーター、実業家、YouTuber。日本競輪学校（当時。以下、競輪学校）第81期卒業。岐阜県羽島郡岐南町出身。現役時代は日本競輪選手会岐阜支部所属。初出走は1998年8月13日、名古屋競輪場。初勝利も同レース。血液型O。

## 来歴
岐阜県立岐南工業高等学校を経て、競輪学校に第81期生として入学。
デビュー後の2000年には、最後の開催となった競輪祭での全日本新人王戦を優勝。
その後、自力を主体としつつも、メンバー構成や展開次第によってはマークにも転じるといった変幻自在な脚質を武器に、2004年の岐阜記念完全優勝などを足がかりとして、同年年末から2005年年初にかけて10連勝を達成。この勢いを1月の競輪祭にも結びつけ、決勝で2着と健闘。同年12月に行われた第21回読売新聞社杯全日本選抜競輪（岸和田競輪場）決勝において、小嶋敬二マークから直線抜け出し、初のGI制覇。さらに同月30日のKEIRINグランプリ（平塚競輪場）では、4角付近で逃げる武田豊樹後位の神山雄一郎を競り飛ばし、直線で鮮やかに抜け出し優勝。同年の賞金王に輝いた。
2009年も西王座戦（GII）を優勝し、同年のKEIRINグランプリ出場、2010年・11年はS級S班に所属した。
2010年に発症した腰痛が改善せず、医師から何度も引退勧告を受けたが現役を続行。自身が決めていた通りデビュー満20年の節目となる2018年12月、引退した。
現役時代の通算成績は、1326戦339勝、優勝50回（うちGI2回、GP1回）。
現役引退後は主に競輪評論家として活動しており、引退前から担当していたKEIRINグランプリ中継（「坂上忍の勝たせてあげたいTV KEIRINグランプリ」《日本テレビ系列全国ネット》）では多くの年でレース解説を務めている。2021年よりチャリ・ロト専属解説員となり、グレードレースの大半で実施される解説番組「ぺーちゃんねる」を配信しているほか、チャリ・ロトが施設所有している玉野競輪場・高松競輪場、地元の岐阜競輪場および近接の名古屋競輪場のCS放送SPEEDチャンネルの中継番組にも出演している。
他にも、フィットネス事業(ジム経営)、美容院経営など実業家としても活躍している。

## 主な獲得タイトルと記録
- 2000年 - 競輪祭新人王（小倉競輪場）
- 2005年 - 読売新聞社杯全日本選抜競輪（岸和田競輪場）、KEIRINグランプリ05（平塚競輪場）
- 年間賞金王 - 1回（2005年）
- 月間賞金獲得額最高記録 - 1億3000万円（2005年12月）[5][6]
  - 2023年にKEIRINグランプリの優勝賞金が1億3700万円（副賞含む）となったため、松浦悠士が更新

## 競走スタイル
デビュー当時は逃げの戦法で活躍していたが、後年は上位陣と対決するため「逃げ」を事実上封印して捲りや追込の戦法に切り換えており、追い込みタイプの自在型選手として活躍した。
天才的な感覚で走るタイプであり勝つ時は非常に鮮やかなのだがムラっ気が強く負ける時は恐ろしいほどあっさり負ける典型的な気分屋レーサーであった。
晩年は慢性的な腰痛との戦いでもあり、体調を考慮しながらの出走していたためトップ選手としてはレース出走本数が少なかった。

## エピソード
- 同期の熊本の合志正臣や同級生の佐賀の荒井崇博と仲がいい。
- 2008年の北京五輪ケイリン銅メダリストの永井清史は、加藤が立ち上げた道場「闘心會」の門下生である。永井の銅メダル獲得までの加藤との歩みは日本テレビでドキュメンタリー番組が放送された。
- 現役時代は大垣共立銀行とスポンサー契約して胸にユニフォーム広告をつけていた時期があった[7]。(競輪界で銀行がスポンサーになったのは加藤慎平のみ)
- 音楽（ロック）好きでサマーソニックで毎年行われるエアギター日本選手権で何度も審査員を務めた。